# Cernotina pulchra
Cernotina pulchra là một loài Trichoptera hóa thạch trong họ Polycentropodidae.